# Empire Earth II
Empire Earth II, también llamado EE2, es un videojuego de estrategia en tiempo real para PC desarrollado por Mad Doc Software y publicado por Vivendi Universal el 26 de abril de 2005. Se trata de la primera secuela del exitoso videojuego Empire Earth, publicado en 2001, que fue desarrollado por la ya desaparecida Stainless Steel Studios. El videojuego presenta 15 épocas jugables y diferentes civilizaciones.
El juego posee tres campañas predefinidas: la campaña coreana, la alemana y la estadounidense, así como varios otros escenarios jugables. El juego fue objeto de reacciones positivas por parte de la críticas, logrando un promedio de 79% de calificación en Game Rankings. El 14 de febrero de 2006 se publicó una expansión de nombre Empire Earth II: The Art of Supremacy, también desarrollada por Mad Doc Software.
En 2007 fue publicada la tercera entrega de la serie, Empire Earth III.

## Jugabilidad
Esta versión de la saga trae nuevas mejoras con respecto al anterior, por ejemplo el minimapa, más diferencias entre civilizaciones, innovaciones como el plan de guerra, el gestor de ciudadanos, el sistema de diplomacias (que muchas veces resulta ser un elemento decisivo en el transcurso de dicha partida), y mucho más. No obstante, cabe destacar tres características que fueron "borradas" en relación al primer Empire Earth: Primero, ya no hay profetas y por consiguiente tampoco los poderes "sobrenaturales" que caracterizaban a éstos; segundo ya no incluye héroes históricos (como Julio César o Carlomagno por ejemplo) en el modo de escaramuzas, recordando que cada época del primer Empire Earth a partir de la "Edad del Cobre" contaban con héroes diferentes dependiendo de la época en que fueran creados. En este caso, los héroes sólo aparecen en las campañas (Teddy Roosevelt por ejemplo) y no pueden usarse en todo momento; y finalmente, la flamante "Era Espacial" estrenada en Empire Earth: The Art of Conquest fue quitada, así que ya no se podrán usar naves espaciales ni tampoco jugar en el espacio o en otros planetas.
El minimapa se trata de una pequeña pantalla al lado derecho, en la parte de abajo. Es también llamado la ventana IDI, se utiliza como un segundo ojo en el juego, con el minimapa se puede señalar una parte del escenario y mantenerla vigilada mientras se sigue jugando. Esta herramienta es usada para observar batallas, o señalizaciones.
Con respecto a la edición anterior, este juego tiene más diferencia de civilizaciones. En el juego tenemos 4 regiones, la región occidental, la región oriental, la región del medio oriente, y la región mesoamericana. Cada región posee cierto número de naciones, y también poderes y bonificaciones especiales, además de las maravillas únicas para cada una.

## Campañas
Las campañas, como en sus predecesores, se centran en la historia de determinadas potencias.
- Campaña tutorial: Se lidera a la nación azteca a través de dos escenarios históricos y dos ficticios, desde su asentamiento en el valle de México hasta la II Guerra Mundial.
  1. Tenochtitlán (1190)
  2. Los conquistadores (1519)
  3. El coloso (1840)
  4. Hegemonía (1941)

- Campaña coreana: Aborda el desarrollo del pueblo coreano durante los primeros milenios de su historia.
  1. Tierra de la calma matutina (2333 a. C.)
  2. Chosun antiguo (c. 900 a. C.)
  3. Los Yen (311 - 279 a. C.)
  4. Derrocamiento (82 a. C. - 313)
  5. Los tres reinos (356 - 562)
  6. Insólitos aliados (634 - 647)
  7. Engaño (668)
  8. Corea unida (676)

- Campaña alemana: Abarca los acontecimientos anteriores a la campaña alemana de Empire Earth, ya que refleja la forja de Alemania como nación desde tiempos medievales hasta la Guerra Franco-Prusiana.
  1. Cruzada en Prusia (1230)
  2. La Liga Hanseática (1263)
  3. Defendiendo a la Orden (1453)
  4. La Reforma (1524)
  5. La Prusia de Brandemburgo (1640-1648)
  6. La Guerra de los Siete Años (1756-1763)
  7. Resistiendo a Napoleón (1812-1814)
  8. Sangre y hierro (1863-1871)

- Campaña estadounidense: Comprende la conversión de los Estados Unidos en imperio mundial, llegando hasta un hipotético futuro.
  1. La loma de San Juan (1898)
  2. La ofensiva del Meuse-Argonne (1918)
  3. Segunda Guerra Mundial: Norte de África y Sicilia (1942-1943)
  4. Segunda Guerra Mundial: La liberación de Francia (1944-1945)
  5. Guerra Fría: Alemania dividida (1952)
  6. Guerra Fría: Cuenta atrás para el apocalipsis (1988)
  7. Insurrección cyborg de 2058 (2058)
  8. Cataclismo cyborg (2070)

### Puntos de inflexión
Los puntos de inflexión son escenarios jugables con dos bandos distintos que representan batallas o momentos decisivos en la Historia. Aparecen dos, inspirados respectivamente en la batalla de Normandía y en la época de los Tres Reinos.
1. Normandía: los Aliados
2. Normandía: los alemanes
3. Los tres reinos: Wei
4. Los tres reinos: Wu

## Edades
Básicamente, este juego se divide en tres grandes bloques. Periodos antiguos, tiempos medievales y modernos, y la era digital y futura.
- Edad de Piedra (10000 a. C. - 5000 a. C.)

La Edad de Piedra representa un período en el que comenzaron a utilizarse comúnmente algunos de los elementos distintivos de la civilización humana. Las herramientas, la agricultura, la religión y las armas alcanzaron su primer nivel de sofisticación con la creciente destreza del hombre para trabajar la piedra. Esta época estará centrada en los primeros pasos de la humanidad, desde los cazadores/recolectores nómadas a los agricultores sedentarios.
- Edad de Cobre (5000 a. C. - 2500 a. C.)

La expansión de la agricultura obligó a la humanidad a entrar en un periodo de urbanización que continúa hasta nuestros días. El excedente de alimentos que se genera en algunas zonas crea la necesidad de medios de intercambio, reglas para controlar esos intercambios y edificios para albergar y proteger a una población creciente. El cobre permite fabricar nuevas armas y herramientas y en poco tiempo se erigen reinos legítimos donde antes sólo había pequeñas tribus.
- Edad de Bronce (2500 a. C. - 1000 a. C.)

El paso de la humanidad hacia la urbanización ha resultado en avances en arquitectura, agricultura, fabricación de herramientas y en la alfabetización. La religión se vuelve organizada y empieza a aparecer la disciplina y el entrenamiento militar. En este punto, el jugador tiene acceso a todas las unidades y estructuras básicas necesarias para seguir cualquier ruta de enriquecimiento.
- Edad de Hierro (1000 a. C. - 400)

La Edad de Hierro será testigo del esplendor y la decadencia de grandes imperios, así como de la enseñanza de las teorías filosóficas más profundas del mundo. Los avances en la construcción con diferentes clases de piedra crean ciudades más permanentes, mientras que el desarrollo de gobiernos y sistemas monetarios proporciona más tiempo libre a los ciudadanos. Los progresos en todas las áreas de civilización son espectaculares.
- Edad Oscura (400-800)

Aunque en Europa occidental se produce una progresiva desestabilización y un estancamiento del conocimiento, el resto del mundo se las arregla para seguir avanzando en determinados aspectos. Las innovaciones en el área de la agricultura y las matemáticas siguen mejorando la calidad de vida de la humanidad, al tiempo que la batalla entre la lógica y la magia genera gran malestar social. Esta época se centra en los avances que históricamente tuvieron lugar en el mundo durante este periodo y no necesariamente en la repercusión de los años más oscuros que se vivieron en Europa.
- Edad Media (800-1300)

El sistema feudal se establece como un medio socioeconómico y militar de gobierno en muchos lugares del mundo. Algunas innovaciones tecnológicas y sociales permiten avanzar en la creación de armas más sofisticadas y en la divulgación del conocimiento. Los inventos en el campo de la navegación abren nuevas posibilidades de comercio y de guerra.
- Renacimiento (1300-1500)

El uso de la pólvora en el armamento militar y el uso habitual de ballestas precipita la desaparición del sistema feudal, puesto que un plebeyo puede matar a un caballero con la mínima inversión económica. La ciencia y la filosofía empiezan a evolucionar al tiempo que la estructura social.
- Edad Imperial (1500-1650)

La diferencia entre la ciencia teórica y la aplicada empieza a evidenciarse a medida que aparecen inventos como el tornillo sin fin, 
al tiempo que se escudriña el cielo con telescopios en busca de estrellas. Los avances en armas de fuego llevan los cañones al campo de batalla y las guerras se tornan más ofensivas y sangrientas. Esta época se caracteriza por un largo 
periodo de colonialismo agresivo.
- Edad de la Ilustración (1650-1800)

La Ilustración constituye el periodo testigo del desmoronamiento de las rígidas estructuras sociales, el momento en que la educación y el sistema meritocrático comienzan a dictar la jerarquía de clases. Las formas republicanas de gobierno empiezan a sustituir las monarquías, a menudo con violencia. Los subsiguientes avances en tecnología naval dan lugar a la aparición del mercantilismo y allanan el camino hacia el capitalismo. 	
- Edad Industrial (1800-1900)

La invención de la máquina de vapor supone grandes cambios en la calidad de vida de la mayoría de la población, tanto a mejor como a peor. La tecnología avanza a un ritmo inusitado: ya no es preciso que transcurran cientos de años para que las mejoras se materialicen, sino que ahora las personas son testigos en vida de los cambios que se producen en la sociedad. El sector industrial y el militar son los que experimentan una mayor revolución durante este periodo.
- Edad Moderna (1900-1940)

La Era Moderna sufre las consecuencias de la combinación de la innovación industrial y la tradición militar: una guerra de dimensiones hasta entonces desconocidas. El acero, el transporte mecanizado, la aviación y la producción masiva se conjugan para hacer posible una masacre a gran escala. Aunque la brutalidad de este periodo no deja nada a salvo, se logran importantes avances en la mejora de la calidad de vida de los ciudadanos gracias a la regulación y la moderación de las prácticas capitalistas.
- Edad Atómica (1940-1980)

La capacidad de manipular el mundo a escala atómica, aunque sólo sea de forma destructiva, es un indicio de la dirección que tomará el progreso tecnológico en esta época. La miniaturización permite que los bienes y servicios más avanzados tecnológicamente lleguen a un número cada vez mayor de ciudadanos. Sin embargo, el espectro de la guerra nuclear acecha en esta era de progreso sin precedentes.
- Edad Digital (1980-2030)

El ordenador personal (PC) lleva el progreso tecnológico a un nivel totalmente nuevo, puesto que una red de ordenadores realiza un volumen de trabajo muy superior al de las antiguas máquinas y en un espacio mucho menor. Los procesos industriales y los laboratorios de pruebas militares aprovechan las ventajas que brinda la gran rapidez analítica de los ordenadores. Pronto Internet empieza a unir el planeta con la promesa de una mayor cooperación, consecuencia directa de una mayor comunicación.
- Edad Genética (2030-2130)

El advenimiento de la ingeniería genética y el uso habitual de la cartografía genética hacen que vivir en esta época sea excitante a la vez que aterrador. Al tiempo que la investigación genética permite guarecer todo tipo de enfermedades, la experimentación genética y la confusión de la identidad provocan un gran malestar social. En un plano más artificial, la robótica busca nuevos horizontes en la creación de máquinas asequibles para llevar a cabo todo tipo de tareas, desde la limpieza del hogar hasta la detección y desactivación de bombas.
- Edad Sintética (2130-2230)

Los avances en ingeniería genética, informática y robótica se han combinado para crear algo realmente impresionante: verdadera inteligencia artificial. Aunque el debate sobre si los “androides” sienten algún tipo de emoción real sigue candente, es obvio que demuestran tener capacidad de razonamiento sin intervención humana alguna. Sin embargo, al haberse minimizado el riesgo para la vida humana, el uso de “intelibots” se extiende en otra espiral de guerras mundiales.

## Civilizaciones
Hay 14 civilizaciones para elegir, que se subdividen en 4 regiones. Cada una cuenta con sus propias bonificaciones especiales. Las unidades únicas disponibles para cada civilización cambian en las edades 1, 6 y 11.

### Occidente

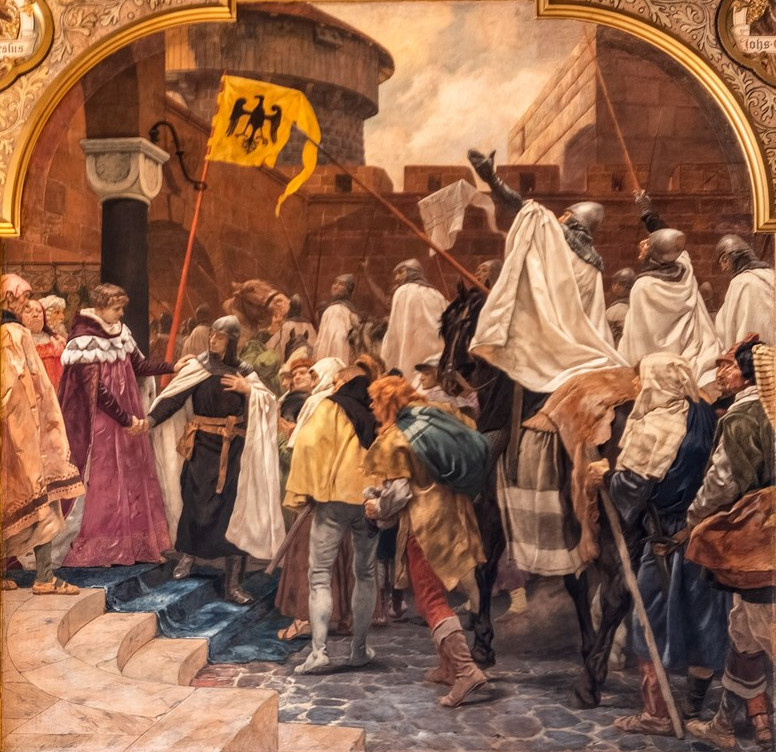
Caballeros teutónicos, unidad única de los alemanes.

Sus universidades cuentan con más puntos, trabajan más rápido y son más difíciles de capturar. Cuando una civilización occidental captura un centro de ciudad, universidad o templo enemigo, adquieren punto tecnológicos adicionales del jugador enemigo.
Alemanes: Su atributo son los materiales sintéticos. Todas sus unidades necesitan menos recursos especiales. Además, la infantería pesada tiene más salud. 
Sus unidades únicas son los bárbaros, el caballero teutónico y el tanque Jagdpanther.
Británicos: Su principal atributo son sus empresas comerciales. Los barcos de remos de guerra, veleros de combate y acorazados británicos infligen más daño que los barcos de remos de guerra, veleros de combate y acorazados de otras civilizaciones. 
Sus unidades únicas son el druida, la caballería ligera y el agente del MI-16
Romanos: Son conocidos por su enfoque organizado de la guerra y sus ejércitos profesionales. Su poder es el arte de la guerra. Con él, los cuarteles, talleres y las fábricas cuestan menos y la infantería pesada inflige más daño. 
Sus unidades únicas son el legionario, el mercenario y el arditi.
Americanos: Fomentan el libre sistema de empresa en sus civilizaciones. Todas las rutas comerciales generan más oro de lo normal. Además, los cazas, bombarderos tácticos y bombarderos causan más daño. 
Sus unidades únicas son el hombre de la frontera el miliciano y el M18 Hellcat
Griegos: El método Socrático nació en Grecia, y tuvo una notable influencia en la civilización. Sus universidades cuestan menos y toda la infantería ligera tiene más salud. 
Sus unidades únicas son el hoplita, el lancero bizantino y el partisano.

### Oriente Próximo
Sus rutas comerciales producen más oro y sus mercados son más difíciles de capturar y destruir. Además, cuando una cultura del oriente próximo construye una maravilla, se producen instantáneamente puntos tecnológicos. De hecho, se generan suficientes puntos como para avanzar de edad.
Egipcios: Su atributo especial son los monumentos. Todas sus maravillas son de menor coste. Las unidades de montada ligera también tienen más salud. 
Sus unidades únicas son el elefante real, el beduino y el VAIE (Vehículo de ataque de la infantería egipcia)
Turcos: Su atributo son las fortificaciones. Paredes puertas y torres cuestan menos, y las puertas de empalizada son más resistentes. Además, la infantería pesada causa más daño.
Sus unidades únicas son el spahi, el jenízaro y el artillero de trinchera.
Babilonios: Su atributo es el imperio de la ley. Con él, sus espías se recuperan más rápido. La infantería ligera causa más daño. 
Sus unidades únicas son el arquero asirio, el mameluco y el guerrero del desierto.

### Extremo Oriente
Los centros de ciudad de las culturas de oriente otorgan mayor población, son más difíciles de capturar tienen más salud. Además, cuando avanzan a una nueva edad, obtienen una tecnología gratis. Esta se elegirá al azar.
Coreanos: Su atributo especial es la independencia cultural. Las unidades coreanas tardan más en convertirse. Todas sus unidades de montada pesada causan más daño.
Sus unidades únicas son el hwarang, el hwacha y el equipo mortero. 
Japoneses: El código del bushido gobierna la cultura japonesa. Su cuarteles, establos y plantas manufactureras cuestan menos. Los cazas y bombarderos tácticos infligen más daño.
Sus unidades únicas son el samurái, el ninja y el caza Zero.
Chinos: Su atributo especial son los gobernantes. Sus centros de ciudad cuestan menos y la infantería pesada tiene más salud.
Sus unidades únicas son el arquero dragón, la canción del dragón y el tanque pesado tipo 96.

### Mesoamérica y Sudamérica
Los templos son más difíciles de capturar y tiene más salud. Los sacerdotes, al convertir una unidad, obtendrán puntos tecnológicos siempre y cuando el enemigo sea de tu misma época. Si el enemigo está una o más épocas delante de ti, obtendrás un número mayor. Pero, si tu enemigo está por debajo de tu época actual, ganaras menos puntos de los normal por este concepto.
Incas: Su atributo es la ciudad de oro. Sus ciudadanos obtiene oro más rápido, y su infantería ligera tiene más salud. 
Sus unidades únicas son el lanzador de bolas, el guerrero águila y la artillería autopropulsada cañón trueno.
Aztecas: Son expertos en la exploración. Gracias a esto, la velocidad de sus unidades no se ve afectada por las malas condiciones climatológicas. 
Sus unidades únicas son el lanzador de atlatl, el guerrero jaguar y el curandero de la selva.
Mayas: Sus sacerdotes y espías recuperan su salud más rápido. Ambos cuentan con más salud. 
Sus unidades únicas son el guerrero Quetzal, el lanzador de avispones y el Rayo de sol.

## Poderes regionales
Las civilizaciones de cada región de Empire Earth II cuenta con una serie de poderes únicos según su época. Estos cambian en las épocas 1, 6 y 11. Todos los poderes regionales funcionan durante un tiempo limitado.
- Datos: Q304258

| Predecesor: Empire Earth: The Art of Conquest | Empire Earth II 2005 | Sucesor: Empire Earth II: The Art of Supremacy |